# Bodiluddelingen 2024
Bodiluddelingen 2024 blev afholdt den 16. marts 2024 på Folketeatret i København og markerede den 77. gang at Bodilprisen blev uddelt. Skuespiller Mathilde Arcel var vært ved uddelingen.
De nominerede blev annonceret den 26. januar 2024, hvor Bodilkomiteen også annoncerede at to priser ville blive omstruktureret og få nye navne; "Bedste amerikanske film" ville blive omdøbt til "Bedste engelsksprogede film" og "Bedste ikke-amerikanske film" ville blive omdøbt til "Bedste ikke-engelsksprogede film" og omfavne alle film, hvor engelsk ikke er hovedsproget, der tales. Bodilkomiteen offentliggjorde for første gang også de nominerede til "Bedste fotograf" og "Bedste manuskript".
Nikolaj Arcels Bastarden modtog tre priser (Bedste film, bedste mandlige hovedrolle og bedste fotograf), og dette markerede Arcels anden Bodil for bedste film (første værende for Kongekabale (2004) i 2005). Prisen for bedste kvindelige hovedrolle blev tildelt Paprika Steen, som for anden gang modtog samme pris, hvor første gang var 21 år siden med filmen Okay (2002). Mads Mikkelsen modtog for fjerde gang prisen for bedste mandlige hovedrolle og sammen med skuespiller Jesper Christensen holder han nu rekorden for flest priser vundet i kategorien.

## Nominerede og vindere
| Bedste mandlige hovedrolle | Bedste kvindelige hovedrolle |
| --- | --- |
| - Mads Mikkelsen for Bastarden - Dar Salim for Underverden II - Lars Brygmann for Toves værelse - Nicolai Jørgensen for Viktor mod verden - Sylvester Byder for Synkefri                                                           | - Paprika Steen for Toves værelse - Emilie Kroyer Koppel for Ustyrlig - Fanny Leander Bornedal for Nattevagten 2 - Dæmoner går i arv - Kristine Kujath Thorp for Den store stilhed - Sofie Torp for Meter i sekundet             |
| Bedste mandlige birolle | Bedste kvindelige birolle |
| - Elliott Crosset Hove for Den store stilhed - Joachim Fjelstrup for Toves værelse - Simon Bennebjerg for Bastarden - Soheil Bavi for Underverden II - Thomas Hwan for Meter i sekundet                                            | - Jessica Dinnage for Ustyrlig - Amanda Collin for Bastarden - Karen-Lise Mynster for Den store stilhed - Sara Fanta Traore for Viften - Sarah Juel Werner for Idioten                                                           |
| Bedste danske film (fiktion) | Bedste engelsksprogede film |
| - Bastarden af Nikolaj Arcel - Den store stilhed af Katrine Brocks - Toves værelse af Martin Pieter Zandvliet - Ustyrlig af Malou Reymann - Viften af Frederikke Aspöck                                                            | - Aftersun af Charlotte Wells - Barbie af Greta Gerwig - Killers of the Flower Moon af Martin Scorsese - Oppenheimer af Christopher Nolan - Tár af Todd Field                                                                    |
| Bedste ikke-engelsksprogede film | Bedste dokumentarfilm |
| - Close af Lukas Dhont (Belgien/Holland/Frankrig) - Den blå kaftan af Maryam Touzani (Marokko/Frankrig) - Faldne blade af Aki Kaurismäki (Finland) - Lærerværelset af Ilker Çatak (Tyskland) - Monster af Hirokazu Koreeda (Japan) | - Apolonia, Apolonia af Lea Glob - Music for Black Pigeons af Andreas Koefoed og Jørgen Leth - A Storm Foretold af Christoffer Guldbrandsen - Munken af Mira Jargil og Christian Sønderby Jepsen - Twice Colonized af Lin Alluna |
| Bedste fotograf | Bedste manuskript |
| - Rasmus Videbæk for Bastarden - Jonathan Rolf Mose for Det store glitch/Paradisets børn - Mia Mai Dengsø Graabæk for Den store stilhed                                                                                            | - Malou Reymann og Sara Isabella Jønsson for Ustyrlig - Anders Thomas Jensen og Nikolaj Arcel for Bastarden - Ida Maria Rydén og Jenny Lund Madsen for Meter i sekundet - Jakob Weis for Toves værelse - Anna Neye for Viften    |

## Øvrige priser

### TV 2 Talentprisen
Vinder og nominerede:
- Søren Peter Langkjær Bojsen, instruktør, for Det store glitch/Paradisets børn
- Marianne Lentz, manuskriptforfatter, for Den store stilhed og Stille liv
- Sara Fanta Traore, skuespiller, for Viften
- Karla Nor Holmbäck, manuskriptforfatter, Roselil og stentrolden
- Mads Nikolaj Elley Jacobsen, kostumedesign, for Ustyrlig

### Æres-Bodil
- Anne Wivel

### Sær-Bodil
- Et Større Billede

### Henning Bahs Prisen
- Jette Lehmann, Bastarden